# Charazani
Charazani, ou Villa Juan José Perez, est un village de Bolivie et le chef-lieu de la province de Bautista Saavedra, dans le département de La Paz. Elle est située à 172 km au sud-ouest de La Paz. Sa population s'élève à 501 habitants en 2001.

## Histoire
Elle fut fondée le 23 décembre 1826 par un décret suprême du maréchal Antonio José de Sucre, président de Bolivie.

## Tourisme
Parmi ses activités touristiques, on peut citer la fête patronale célébrée le 16 juillet, qui commémore la fête de la Vírgen del Carmen, et les sources thermales situées à 4 km du village.

## Personnalités liées
- Lidia Patty, née en 1969 à Charazani, femme politique et syndicaliste bolivienne.